# Elachista imatrella
Elachista imatrella is een vlinder uit de familie grasmineermotten (Elachistidae). De wetenschappelijke naam is voor het eerst geldig gepubliceerd in 1971 door Schantz.
De soort komt voor in Europa.